# El Cuatro, Michoacán de Ocampo
El Cuatro är en ort i Mexiko.   Den ligger i kommunen Jiménez och delstaten Michoacán de Ocampo, i den centrala delen av landet, 260 km väster om huvudstaden Mexico City. El Cuatro ligger 2 016 meter över havet och antalet invånare är 476.
Terrängen runt El Cuatro är kuperad åt nordost, men åt sydväst är den platt. Runt El Cuatro är det ganska tätbefolkat, med 58 invånare per kvadratkilometer. Närmaste större samhälle är Puruándiro, 17,5 km norr om El Cuatro. I omgivningarna runt El Cuatro växer huvudsakligen savannskog.